# Весёлый Гай (Минская область)
Весёлый Гай (бел. Вясёлы Гай) — деревня в Пуховичском районе Минской области Беларуси. Входит в состав Туринского сельсовета.

## Географическое положение
Находится примерно в 7,5 километрах северо-восточнее райцентра и в 10,5 километрах от железнодорожной станции Пуховичи на линии Минск—Осиповичи, в 55,5 км от Минска, в 1,2 км к западу от автодороги Червень—Марьина Горка. С юго-западной стороны к деревне примыкает небольшой перелесок.

## История
Населённый пункт был основан в 1920-е годы как посёлок на территории Туринского сельсовета Пуховичского района (с 20 февраля 1938 — Минской области). Согласно переписи населения СССР 1926 года здесь насчитывалось 10 дворов, проживали 50 человека. В это время здесь функционировал одноименный колхоз «Весёлый гай», при котором была кузница. В период Великой Отечественной войны оккупирован немецко-фашистскими захватчиками в конце июня 1941 года. Освобождён в начале июля 1944 года. По состоянию на 2002 год деревня входила в состав Туринского сельсовета и относилась к колхозу «Знамя коммунизма» (бел. Сцяг камунізму), тогда здесь оставался 1 жилой дом и 1 постоянный житель. На 2012 год постоянное население в деревне отсутствует

## Население
- 1926 — 10 дворов, 50 жителей
- 2002 — 1 двор, 1 житель
- 2012 — постоянное население отсутствует

## Известные лица
- Александр Михайлович Финский (род. 1953) — белорусский скульптор.